# Mors Principium Est
A Mors Principium Est (rövidítve MPE) finn/angol melodikus death-metal zenekar. Jelenlegi tagok: Ville Viljanen, Teemu Heinola és Andy Gillion. Finn és brit származású tagok alkotják. A nevük jelentése latinul a következő: "A halál csak a kezdet". A teremtés, a halál, a fantázia és a természetfeletti jelenségek számítanak témáiknak dalaik során. 1999-ben alakultak meg Pori-ban.

## Diszkográfia/Stúdióalbumok
- Inhumanity (2003)
- The Unborn (2005)
- Liberation = Termination (2007)
- ...and Death Said Live (2012)
- Dawn of the 5th Era (2014)
- Embers of a Dying World (2017)
- Seven (2020)
- Liberate the Unborn Inhumanity (2022)